# Духовлинов, Владимир Дмитриевич
Владимир Дмитриевич Духовлинов (9 июля 1950, Даугавпилс, Латвийская ССР — 11 марта 2022, Санкт-Петербург, Россия) — советский и российский живописец, график, поэт, палиндромист.

## Биография и творчество
Владимир Духовлинов родился в Даугавпилсе в 1950 году. Мать — Юрцева Александра Яковлевна, медицинский работник; отчим — Клавсуц Анатолий Николаевич, инженер. В 1954 году семья переехала в Цесис, затем в Ташкент, в Одессу и в Крым. Окончил художественную школу имени И. К. Айвазовского в Феодосии. Учился в Ленинграде на реставрационном отделении художественного училища имени Серова (окончил в 1971 году). В 1976 году окончил отделение дизайна Ленинградского высшего художественно-промышленного училища им. В. И. Мухиной. Работал дизайнером на Ижорском заводе, с 1979 года работал в художественно-оформительских мастерских города Тосно (Ленинградская область). Входил в Товарищество экспериментального изобразительного искусства (ТЭИИ), в Санкт-Петербургский гуманитарный фонд «Свободная культура», в Санкт-Петербургский Творческий союз художников (IFA) Международной Федерации Художников.
В первой половине 1970-х годов Духовлинов прошёл через увлечение Сезанном. В этот период он много времени посвятил изучению стиля Сезанна, подлинников его работ. Позднее он обращается к творчеству сюрреалистов: Дельво, Кирико, Танги (в словаре «Художники ленинградского андеграунда» также упоминается влияние на раннем этапе творчества Духовлинова концепций «сделанности» и «аналитичности» П. Н. Филонова), а во второй половине 80-х годов приходит увлечение поздними абстракционистами (Базальделла, Кунинг, Бурри). В 1990-е годы господствующим стилем в работах Духовлинова становится постабстракционизм, используются такие материалы, как графит, битум, промышленные масляные краски.

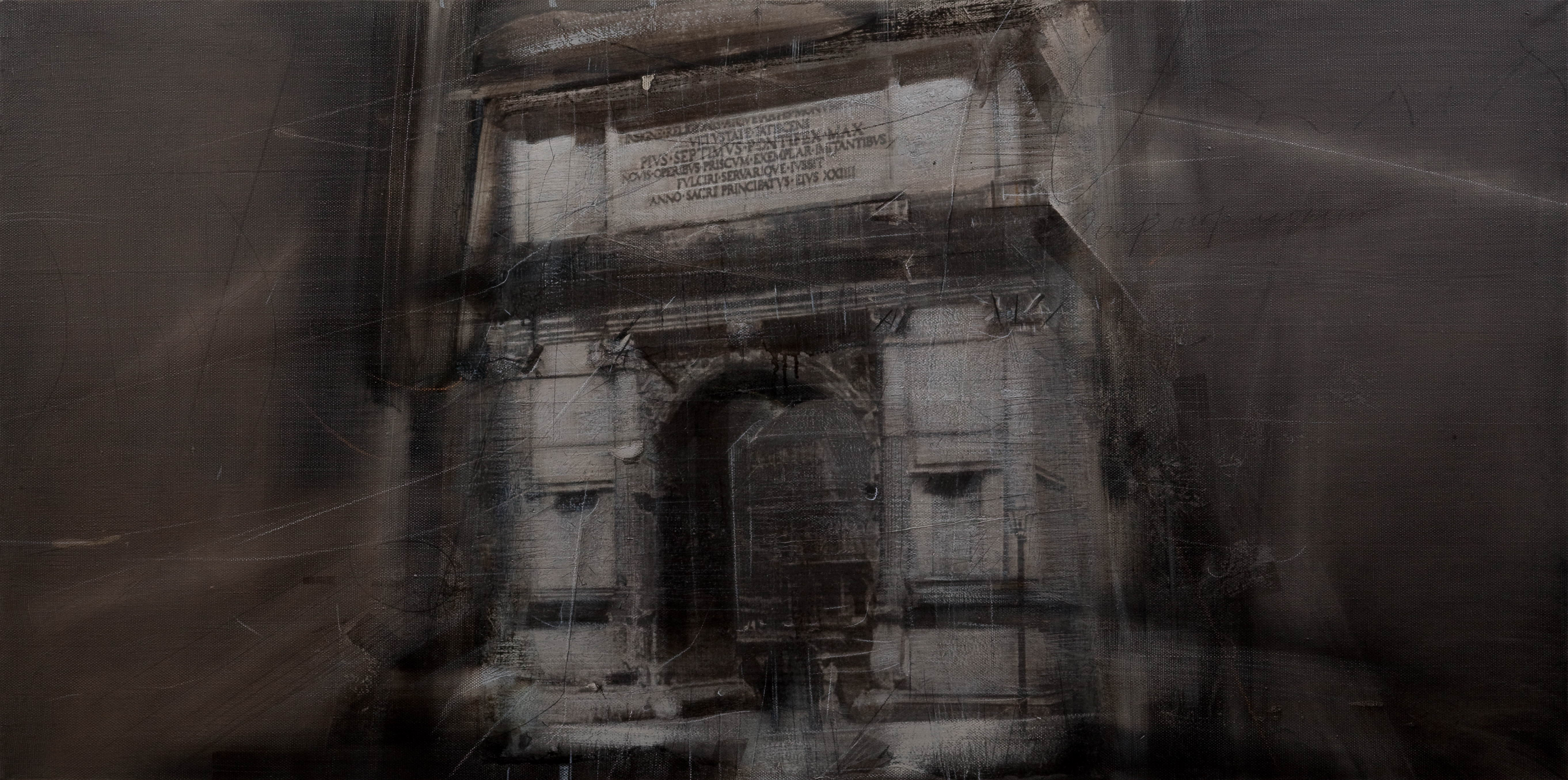
Vladimir Dukhovlinov Arch of Titus, 2010, 80x160, canvas, print, oil, graphite

### Особенности стиля
С 1980 года Духовлинов входит в Товарищество экспериментального изобразительного искусства. Как отмечает сайт музея современного искусства Эрарта, на этом раннем этапе творчества работы Духовлинова ещё носят фигуративный характер. На более зрелом этапе творчества (с 1991 года Духовлинов работает как свободный художник) его индивидуальный стиль можно отнести к интуитивному постабстракционизму.
Заведующий Отделом новейших течений Русского музея А. Д. Боровский высоко оценивая индивидуальность стиля, «сумму приёмов» Духовлинова, отмечает то, как удачно эта манера передаёт эмоциональные состояния автора. Сайт музея Эрарта говорит одновременно о «сделанности и педантической выверенности» работ и о «безотчётности» и «невозможности окончательного прочтения и интерпретации». Искусствовед Л. Гуревич пишет:

Позже у Духовлинова верх и низ исчезнут, не станет уже и намека на ландшафт, на пространственную глубину, картина превратится в поверхность, как бы сшитую из отдельных, главным образом прямоугольных плоскостей разной величины, разной, преимущественно «шершавой», мелкозернистой или изъеденной, испещренной фактуры. Изображение словно повернулось, так что зритель смотрит как бы сверху, как с самолёта на землю, похожую на план местности, с освещенными и затененными участками. Название одной из серий — «Отрицание гравитации» — подтверждает эту ассоциацию… Столкновение разных фактур, разных форм и размеров плоскостей, иногда вторжение участков гладкого чёрного или красного создают драматургию. В последних работах изображение начинает как бы «рассыпаться», «разваливаться», обнажая белые участки, с нанесенными кое-где цифрами, буквами, сетками.

## Персональные выставки
- 2024 — «Арест. Поцелуй Иуды» из цикла графических работ по мотивам фресок Джотто ди Бондоне                                                       «Десять сюжетов из Евангелия», Духовно-просветительский центр «Свет Валаама», о. Валаам
- 2024 — «Перед дверью», галерея «Травертин»,  Арт-Центр Пушкинская 10, Санкт-Петербург
- 2023 — «Словарь песка», галерея «Травертин», Арт-Центр Пушкинская 10, Санкт-Петербург
- 2023 — «Время Вермеера», галерея ресторана Палкинъ, Санкт-Петербург
- 2022 — «Десять сюжетов из Евангелия», Арт-Центр Пушкинская 10, Санкт-Петербург
- 2020 — «Выставка живописи и графики», Гранд Отель Европа, Санкт-Петербург
- 2017 — «Темная история», Галерея дизайна/Bulthaup, Санкт-Петербург
- 2016 — «Частная космология», СПБ ГУ, Голубой зал, Санкт-Петербург
- 2010 — «Энтропия», Музей современного искусства ЭРАРТА, Санкт-Петербург
- 2011 — «Camera obscura», NAMEGALLERY, Санкт-Петербург
- 2009 — «Почта Сахары», галерея ART re.FLEX, Санкт-Петербург
- 2008 — «Крупным планом», Центральный выставочный зал «Манеж», Санкт-Петербург[2]
- 2007 — «Происходящее», ANNA NOVA, Санкт-Петербург
- 2007 — IMPRONTE contemporary art, Милан
- 2006 — галерея «10х15», Санкт-Петербург
- 2006 — «Детали эфира», галерея «Квадрат», Санкт-Петербург
- 2006 — «Музыка поверхности», Центральный дом художника, Москва
- 2003 — «Увеличение Сахары», галерея «Северная столица», Санкт-Петербург
- 2002 — галерея «На Обводном», Санкт-Петербург
- 2002 — галерея «Премьер», Санкт-Петербург
- 2000 — Leighton House Museum, Лондон
- 1999 — «Фрагменты», Государственный центр современного искусства и общество «А-Я», Санкт-Петербург
- 1997 — Werdermann art, Гамбург
- 1996 — «Мастера живописи. Санкт-Петербург, конец XX века», Государственный Театральный Музей, Санкт-Петербург
- 1995 — Savva gallery, Нью-Йорк
- 1994 — Центральный выставочный зал «Манеж», Санкт-Петербург
- 1991 — Галерея Lelekoart, Лондон, Великобритания

## Групповые выставки
- 2024 г. — «Пушкинская-10. Ковчег XXI века», Выставочный зал «Манеж», Санкт-Петербург, Россия
- 2024 г. – юбилейная групповая выставка «Те, кто тут» в Малом выставочном зале,  Арт-Центр Пушкинская 10
- 2023 — Передача — Музей нонконформистского искусства, г. Санкт-Петербург. Коллективная выставка, Арт-Центр «Пушкинская-10», Санкт-Петербург
- 2023 — Абстракция и окрестности — Региональное отделение Общероссийской общественной организации Творческий Союз художников России по городу Санкт-Петербург (СПб ТСХ), Невский проспект, 60, Санкт-Петербург
- 2020 — Художники и коллекционеры — Русскому музею. Дары.1898-2019. Избранное. Мраморный дворец, Санкт-Петербург
- Москва, 2016 — «Суперструны Кандинского». Музей нонконформистского искусства, г. Санкт-Петербург. Коллективная выставка с участием Олигерова Александра, Волосенкова Феликса, Ковальского Сергея, Кошелохова Боба, Макарова Владислава, Оласюк Ивана, Уянаева Аслана, Шалабина Валерия, Филова Дмитрия, Духовлиновой Алисы и др[6].
- 2009 — «Искусство про искусство», Государственный Русский музей, Санкт-Петербург
- 2008 — International Plain Air Mark Rothko, Даугавпилс
- 2007 — «12 писем к Рембрандту», галерея «ДО», Санкт-Петербург2004 — «Петербург — 2003», Выставочный зал «Манеж», Санкт-Петербург, Россия2005 — «Петербург — 2004», Выставочный зал «Манеж», Санкт-Петербург, Россия
- 2007 — «Петербург — 2006», Выставочный зал «Манеж», Санкт-Петербург, Россия
- 2005 — «Петербург — 2004», Выставочный зал «Манеж», Санкт-Петербург, Россия
- 2004 — «Три века Русского Искусства», Государственный Русский музей, Санкт-Петербург; Нижегородский Государственный музей, Нижний Новгород; Саратовский Государственный Художественный музей имени А. Н. Радищева, Саратов; Самарский областной художественный музей, Самара, Россия
- 2004 — «Петербург — 2003», Выставочный зал «Манеж», Санкт-Петербург, Россия
- 2003 — «Арт-Манеж — 2003», Центральный выставочный зал «Манеж», Москва, Россия
- 2003 — «Авангард на Неве», Государственная Третьяковская галерея, Москва
- 2002 — «Абстракция в России, XX век», Государственный Русский музей, Санкт-Петербург
- 2002 — «Двое» Государственный Русский музей, Санкт-Петербург, Россия
- 2000 — «MiArt — 2000», Милан, Италия
- 2000 — «Петербург — 99», Выставочный зал «Манеж», Санкт-Петербург, Россия
- 1996 — «Арт-Манеж — 1996», Центральный выставочный зал «Манеж», Москва, Россия
- 1994 — «Самоидентификация — художники Санкт-Петербурга», Киль, Берлин, Осло, Сопот, Санкт-Петербург, Копенгаген
- 1995 — «Петербург — 94», Выставочный зал «Манеж», Санкт-Петербург, Россия
- 1992 — «Новое искусство Санкт-Петербурга», Кунст-форум, Бонн
- 1991 — «Весенняя выставка», Olympia[англ.], Лондон
- 1989 — «Москва—Ленинград—Тбилиси», Новый театр, Анжер, Франция
- 1989 — «Русский и Советский Авангард», Фонд Вазарелли, Экс-ан-Прованс, Франция
- 1989 — «Floralies-1989», Версаль, Франция

## Работы находятся в собраниях
- Государственный Русский музей, Санкт-Петербург[7]
- Центральный выставочный зал «Манеж», Санкт-Петербург
- Музей нонконформистского искусства, Санкт-Петербург[8]
- Музей современных искусств им.С.П.Дягилева СПбГУ, Санкт-Петербург
- Музей современного искусства Эрарта, Санкт-Петербург
- Музей искусства Санкт-Петербурга XX-XXI веков, Санкт-Петербург
- Самарский областной художественный музей
- Художественно-краеведческий музей, Даугавпилс
- Музей Зиммерли, Александрия, США
- Музей университета Сиднея, Австралия
- Государственный музей «Царскосельская коллекция», Санкт-Петербург

Кроме того, работы Духовлинова представлены в частных коллекциях России, Украины, США, Великобритании, Австрии, Франции, Голландии, Италии, Кореи, Австралии, Японии, Германии, Бельгии.

## Награды и премии
В. Д. Духовлинов трижды награждался дипломами Центрального выставочного зала «Манеж» (Санкт-Петербург):
- «Петербург-94» за работу «Поклон Казанскому Собору»
- «Петербург-99» за работу «Середина Европы»
- «Петербург-2003» за работу «Посвящение»

В 2003 году Владимир Духовлинов награждён медалью «В память 300-летия Санкт-Петербурга» «за вклад в изобразительное искусство».
В 2012 году на XXVI Международном фестивале искусств МАСТЕР КЛАСС Комитета по культуре Государственной Думы Российской Федерации, Академии художеств Российской Федерации, Администрации Санкт-Петербурга, при содействии Межпарламентской ассамблеи Государств-участников Содружества Независимых Государств Постоянной комиссии по вопросам культуры, науки, образования и информации Владимиру Духовлинову присвоено звание МАСТЕР в категории Живопись (диплом № 1).
В 2023 году Царскосельская художественная премия за творческий вклад в развитие российской культуры и искусства (посмертно).